# Caroline Mezger

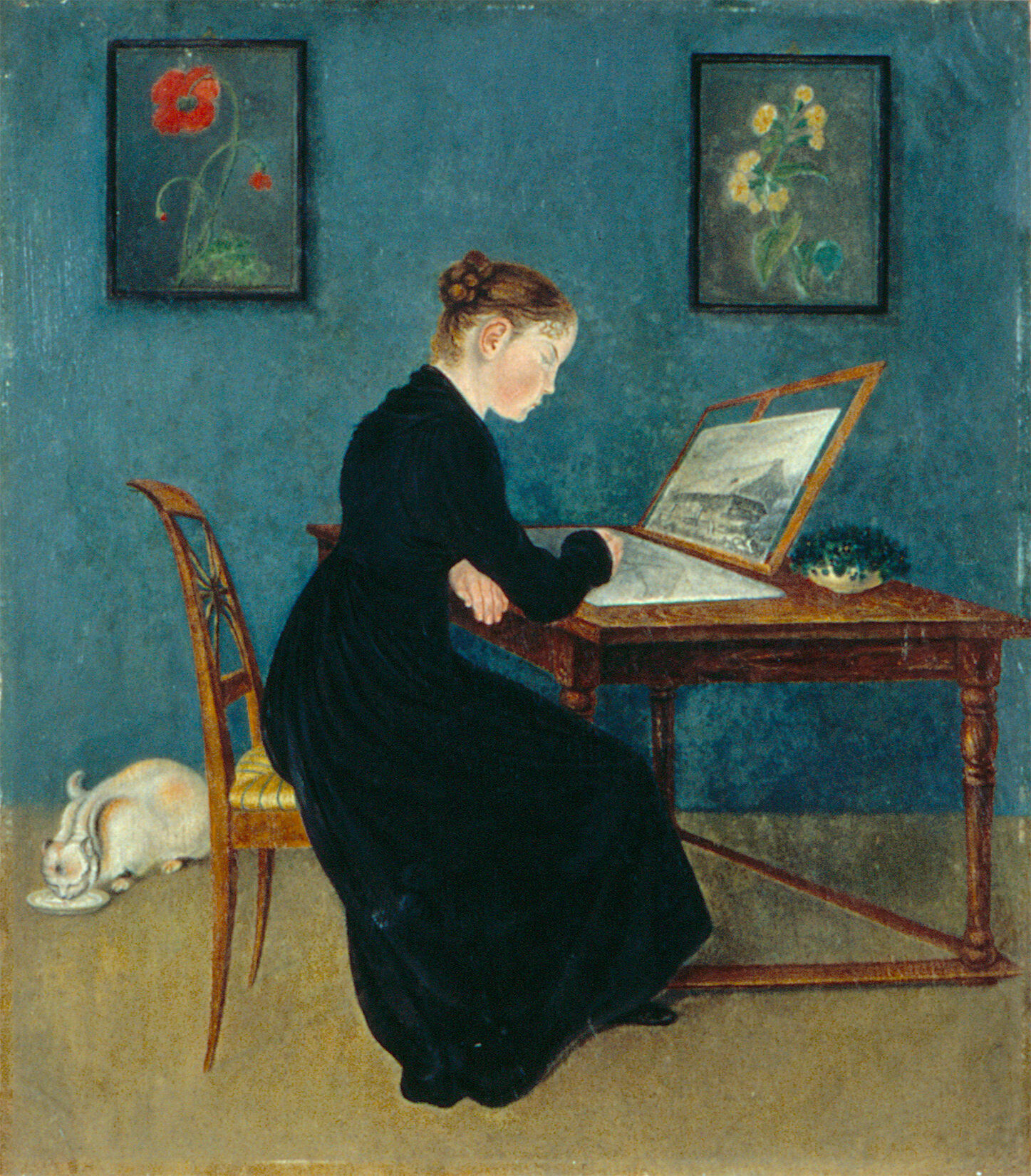
Selbstbildnis von Caroline Mezger

Caroline Mezger (* 8. Juni 1787 in Schaffhausen; † 25. September 1843 in Feuerthalen) war eine Schweizer Künstlerin.

## Leben

### Kindheit und Jugend
Caroline kam am 8. Juni 1787 als viertes und jüngstes Kind von Anna Margaretha Ziegler und dem Pfarrer und Professor Johann Jakob Mezger (* 6. Februar 1759 in Schaffhausen; † 22. April 1841 ebenda) in Schaffhausen zur Welt. Die beiden Brüder traten in die Fussstapfen des Vaters und wurden Pfarrherren in Wagenhausen und Gächlingen. Die Schwester heiratete ebenfalls einen Pfarrer, und so blieb Caroline als Einzige zurück im Elternhaus. Ihr Temperament und eigenwillig-kritischer Verstand brachten ihr schon früh manche Anerkennung, machten sie aber für die Eltern zum Sorgenkind. Besonders ihr Wunsch, sich ganz der Malerei zu widmen, stiess auf den Widerstand der Eltern, denn sie sahen die Kunst zwar als wertvolle Liebhaberei an, konnten sie aber nicht als Lebensaufgabe anerkennen.

### Der Weg zur Künstlerin
Im Jahre 1810 reiste Caroline in Begleitung ihres Vaters nach Stuttgart, wo sie sich als Malerin ausbilden wollte. Aus unbekannten Gründen kehrte die junge Künstlerin jedoch umgehend mit dem Vater zurück nach Schaffhausen. Die folgenden Jahre verbrachte Caroline grösstenteils im Elternhaus. Die österreichische Einquartierung und der Besuch des russischen Zaren Alexanders I. lieferten der Künstlerin frische Motive, die sie zeichnerisch festhielt. Als beliebtestes Sujet erweisen sich Soldaten und Offiziere der durchziehenden Heere. Die neuen, unbekannten Gesichter schienen ihrem Geist die nötige Distanz zum engen Kreis des bürgerlichen Daseins zu schaffen, denn seither erschien in ihren Skizzen immer deutlicher ein ausgeprägter satirischer Zug bei der Darstellung der Personen ihrer Umwelt. Angeborene Spottfreude, aber auch das immer deutlicher werdende Bewusstsein, dass ihr diese Welt die Entfaltung ihres Talents verweigert, können als Ursache für ihre satirische Einstellung gedeutet werden.
Nach einem Gutachten des Schaffhauser Zeichenlehrers Johann Jakob Beck des Älteren und der Bekanntschaft mit der Konstanzer Malerin Marie Ellenrieder sandte Mezger ein Porträt als Werkprobe an Johann Jakob Lips in Zürich.  Im Jahre 1818, also im Alter von über 30 Jahren, entschloss sie sich dann erneut eine Ausbildung zu machen. Mit dem Einverständnis ihrer Eltern siedelte sie nach Zürich über um sich bei Heinrich Lips als Malerin ausbilden zu lassen. Bald darauf stellte sich jedoch ein neues Hindernis auf ihrem Weg zur Künstlerin ein, und zwar der Heiratsantrag des Pfarrers Weiss. Dieser erscheint in den Schilderungen der Mezgerschen Familie eher als Hypochonder, der seine zukünftige Frau ganz auf die häuslichen Geschäfte und die engste Familie, am liebsten in einer weltfremden Dorfpfarrei, eingeschränkt sah, während Caroline Gesellschaft und geistigen Verkehr liebte und jede Einschränkung ihrer Freiheit verabscheute.
Doch in einer Hinsicht waren sich der Pfarrer Weiss und Carolines Familie einig – für alle schien eine Ehe nur dann möglich zu sein, wenn sie auf ihre künstlerische Tätigkeit verzichtete. Nur ein Jahr später, 1819, kehrte Caroline erneut nach Schaffhausen zurück. Wer den eigentlichen Bruch des Verhältnisses herbeigeführt hat, ob der von den Warnungen der Mezgerschen Familie eingeschüchterte Pfarrer oder Caroline selber, ist unklar.
Es scheint aber, dass der Verzicht auf Liebe und Ehe nicht die erhoffte Freiheit zu neuer künstlerischer Tätigkeit brachte. Der Bruder klagt in seinem Tagebuch über die Verbitterung seiner einst so lebenslustigen Schwester, über ihre Freigeisterei, über ihre scharfe Kritik an Mitmenschen und an den heimischen Zuständen.

### Tod
Als sich dann noch in der 42-jährigen Caroline Mezger eine leidenschaftliche Liebe zu einem 24-jährigen preussischen Drechslergesellen entflammte, führte dies zum endgültigen Bruch mit der Familie. Sie zog aus dem Elternhaus aus nach Feuerthalen und verbrachte dort ihre letzten Lebensjahre. Ihr Tod scheint von den Zeitgenossen nicht zur Kenntnis genommen worden zu sein. Der einzige Hinweis findet sich im Sterberegister, in welchem am 25. September 1843 festgehalten wurde, dass Caroline Mezger an «Abschwachung» gestorben sei.

## Schaffen

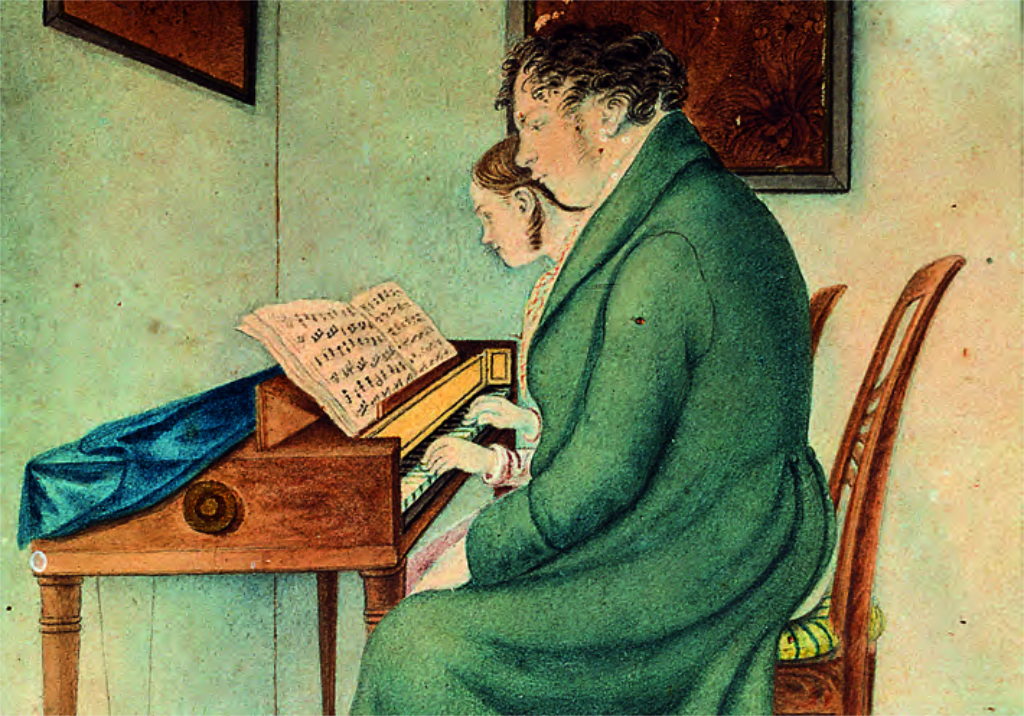
Samuel Gottlob Auberlen auf Aquarell

Das Werk Caroline Mezgers, soweit es heute überschaubar ist, umfasst etwa 160 Zeichnungen und Skizzen, ein halbes Hundert Aquarelle und nur wenige Ölbilder. Die letzten datierten Zeichnungen stammen aus dem Jahre 1824.
Das zentrale Motiv ihrer künstlerischen Bemühung ist der Mensch. Er ist für sie nicht einfach ein Objekt, das in ihrem Werk als schönes Kunstgebilde erscheinen soll, sondern der Gegner, den sie erforschen und in seiner Stellung ihr gegenüber festhalten will. Je grösser aber die Spannung zwischen ihren künstlerischen Neigungen und der kleinbürgerlichen Umwelt wurde, die sich ihrer Berufung entgegenstellten, desto deutlicher wurde der satirische Zug in ihren Zeichnungen.
In den Selbstbildnissen fehlt dieser satirische Zug: sie erschien sich selber als lebensfreudiges Mädchen mit einem leise schalkhaften Zug um den Mund und klaren, scharf beobachtenden Augen. Auch ihre Familienangehörigen zeichnete sie in den früheren Jahren in liebevoller Natürlichkeit, wobei allerdings ein ausgesprochener Sinn für humorvolle Züge deutlich wird. Wie dieser liebenswürdige Humor sich mit den Jahren langsam zur bitteren Satire wandelte, zeigen etwa die Bildnisse des Vaters. Im Allgemeinen gehören die stimmungsvollen und fein charakterisierenden Bildnisse von Familienangehörigen eher der früheren Zeit an (Conrad Mezger, die Geige spielend, Susette mit der Guitarre). Neben den Angehörigen der Familie wählte sie oft einfache Leute aus dem Volk als Modelle, Dienstmägde, Handwerker, Besucher des Elternhauses (z. B. Hofrat Büel von Stein), wobei es ihr nicht selten gelungen ist, in der Einzelgestalt die typischen Merkmale ihres Standes festzuhalten. So erscheint der «ehrsame» Bürger in mancherlei Variationen, meistens als Ganzfigur in der behäbigen Kleidung der Zeit. In seltsamen Kontrast zu diesen Vertretern einer etwas verstaubt-gemütlichen Bürgerlichkeit treten die Skizzen von Offizieren und Soldaten der Besetzungstruppen. Es sind vorwiegend Zeichnungen, mit denen sie die malerischen Erscheinungen festhielt, wobei die Gesichter oft romantisch idealisiert wurden.
Ob ihre Werke zu Lebzeiten gekauft wurden, ist unklar. Ihren Lebensunterhalt verdiente sie sich, zumindest teilweise, als Zeichenlehrerin.